# Daniel Möllberg
Daniel Alexander Möllberg, född 2 mars 1972 i Råsunda, är en svensk regissör, manusförfattare och författare. 

## Regi, filmmanus
- 2004 – Kyrkogårdsön